# Truse
Die Truse ist ein gut 18 km langer rechter Nebenfluss der Werra am Südwesthang des Thüringer Waldes.

## Name
Das Gewässer wurde im Jahr 933 („in fluviolum drusandam“) erstmals urkundlich erwähnt. Vermutlich leitet sich der Name vom germanischen Wortstamm *drūs- mit der Bedeutung „träge sein, schläfern“ ab und könnte sich auf die Trägheit des Wassers bezogen haben.

## Verlauf
Sie entspringt als Inselswasser am Südhang des Großen Inselsbergs am Rennsteig und fließt durch die Orte Brotterode, Trusetal und Fambach, um schließlich bei Breitungen, Ortsteil Herrenbreitungen in die Werra zu münden.

## Weiteres
Der vom Wasser aus der Truse gespeiste künstlich angelegte Trusetaler Wasserfall ist der höchste Wasserfall des Thüringer Waldes.
Seit dem Mittelalter war die Truse für den Betrieb einer Vielzahl von Mühlen, Hammerwerken und Schmelzhütten unentbehrlich.
Die Truse war Namensgeber der Trusebahn AG. Deren schmalspurige Eisenbahnstrecke führte von Wernshausen bis Trusetal und wurde 1968 stillgelegt.

## Impressionen

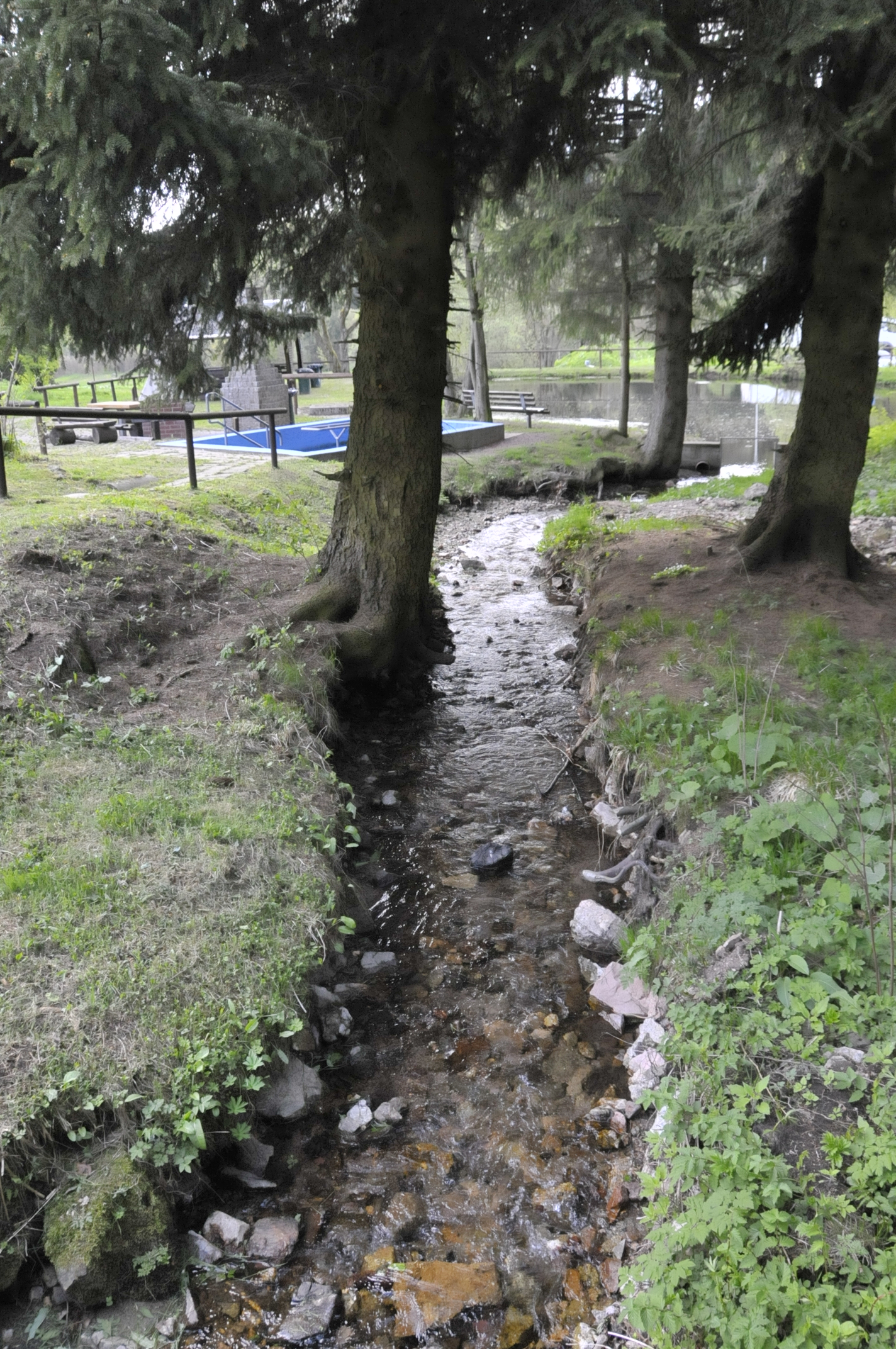
Der Bach Gabelwasser vor der Einmündung in die Truse
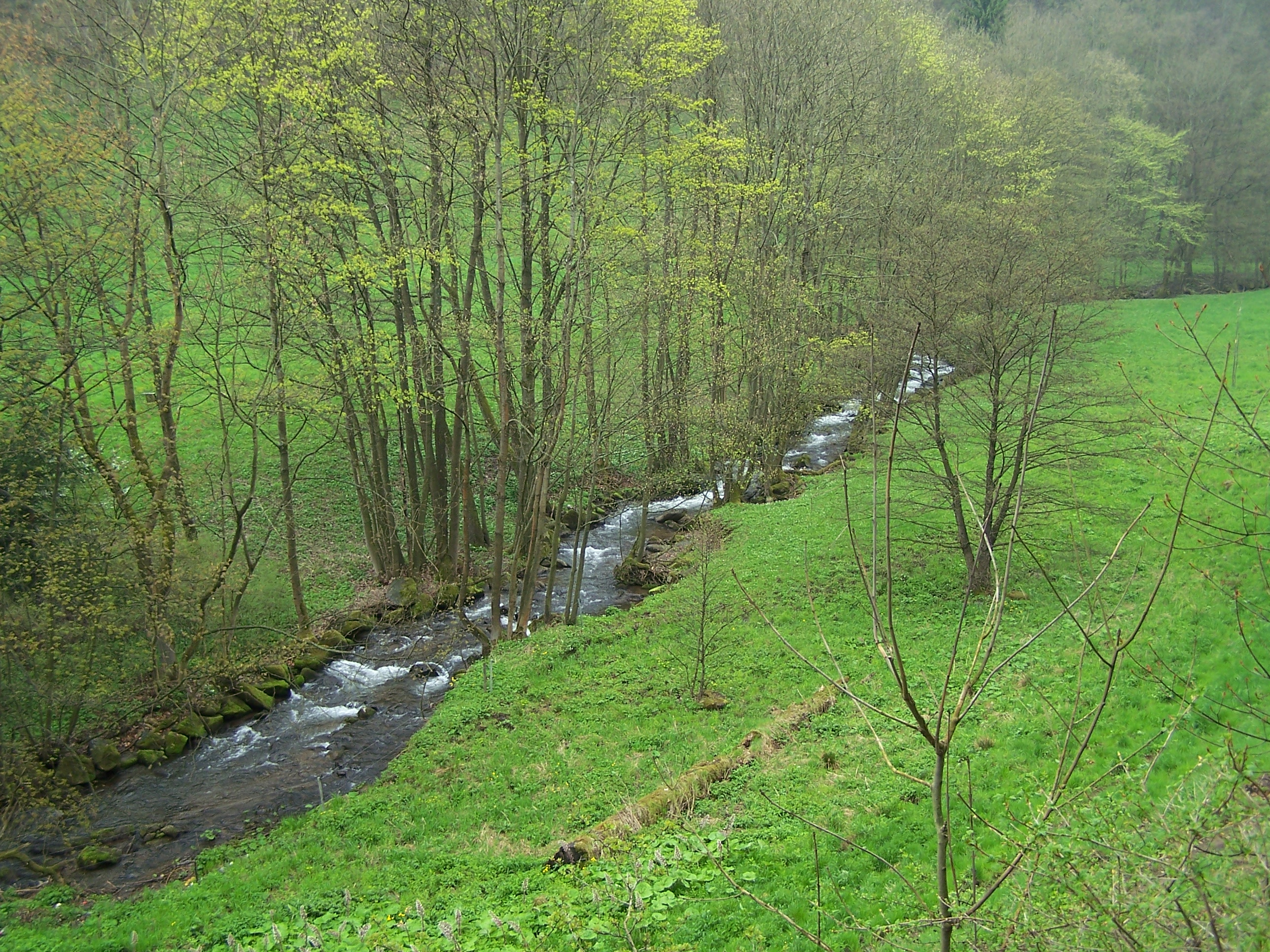
Blick ins Trusetal
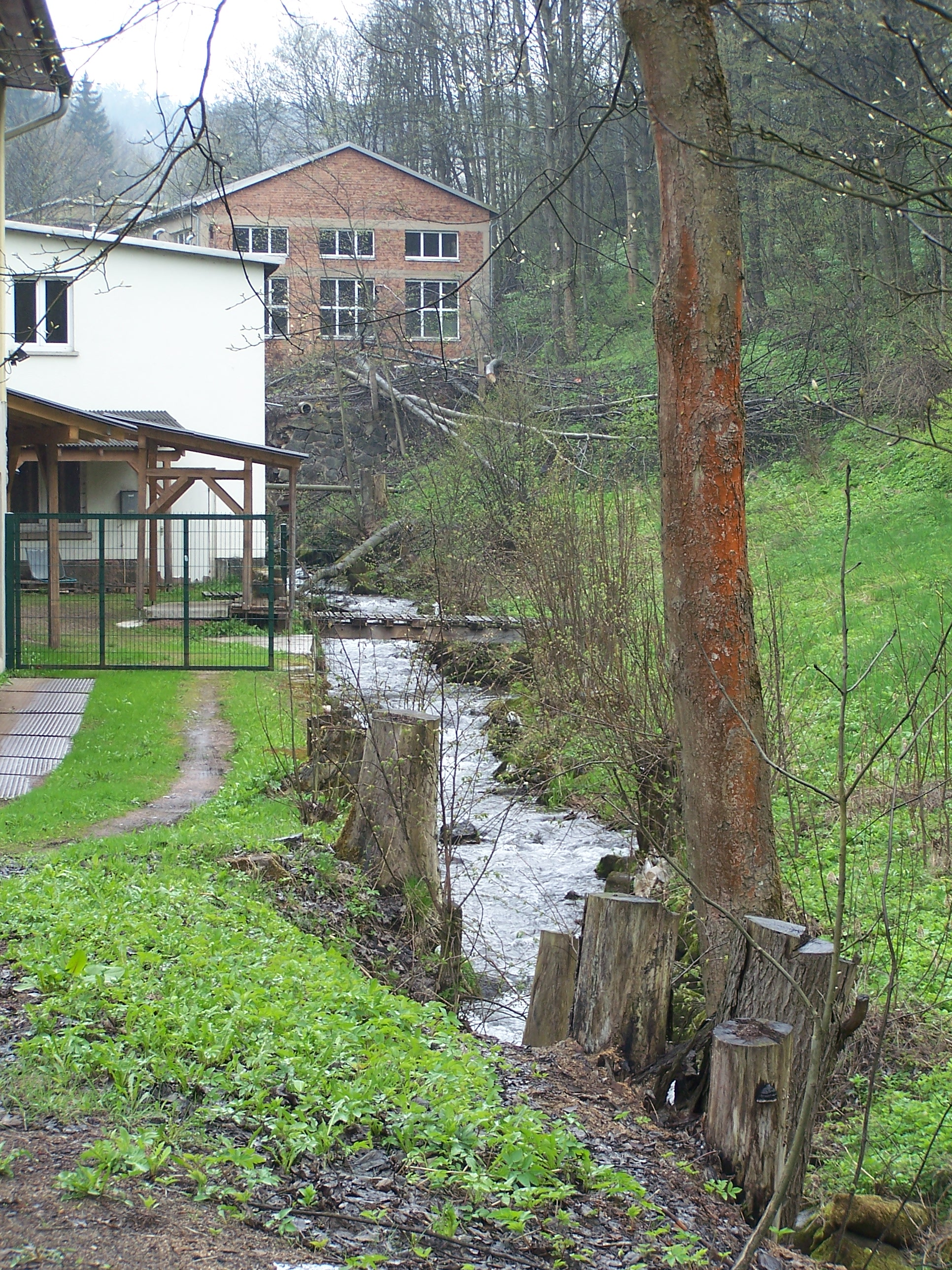
Die Truse am Ortsrand von Brotterode
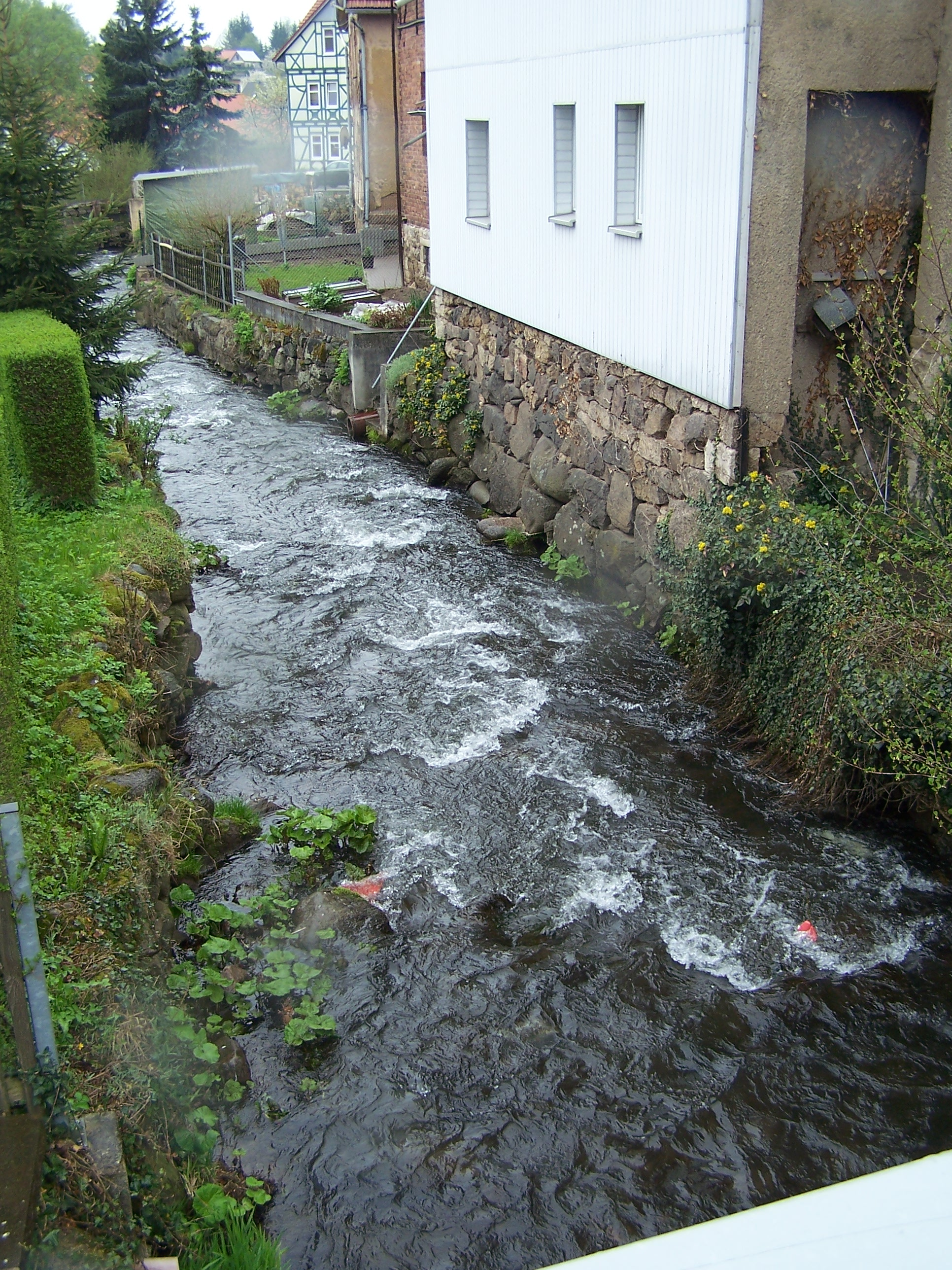
Die Truse in der Ortslage von Trusetal
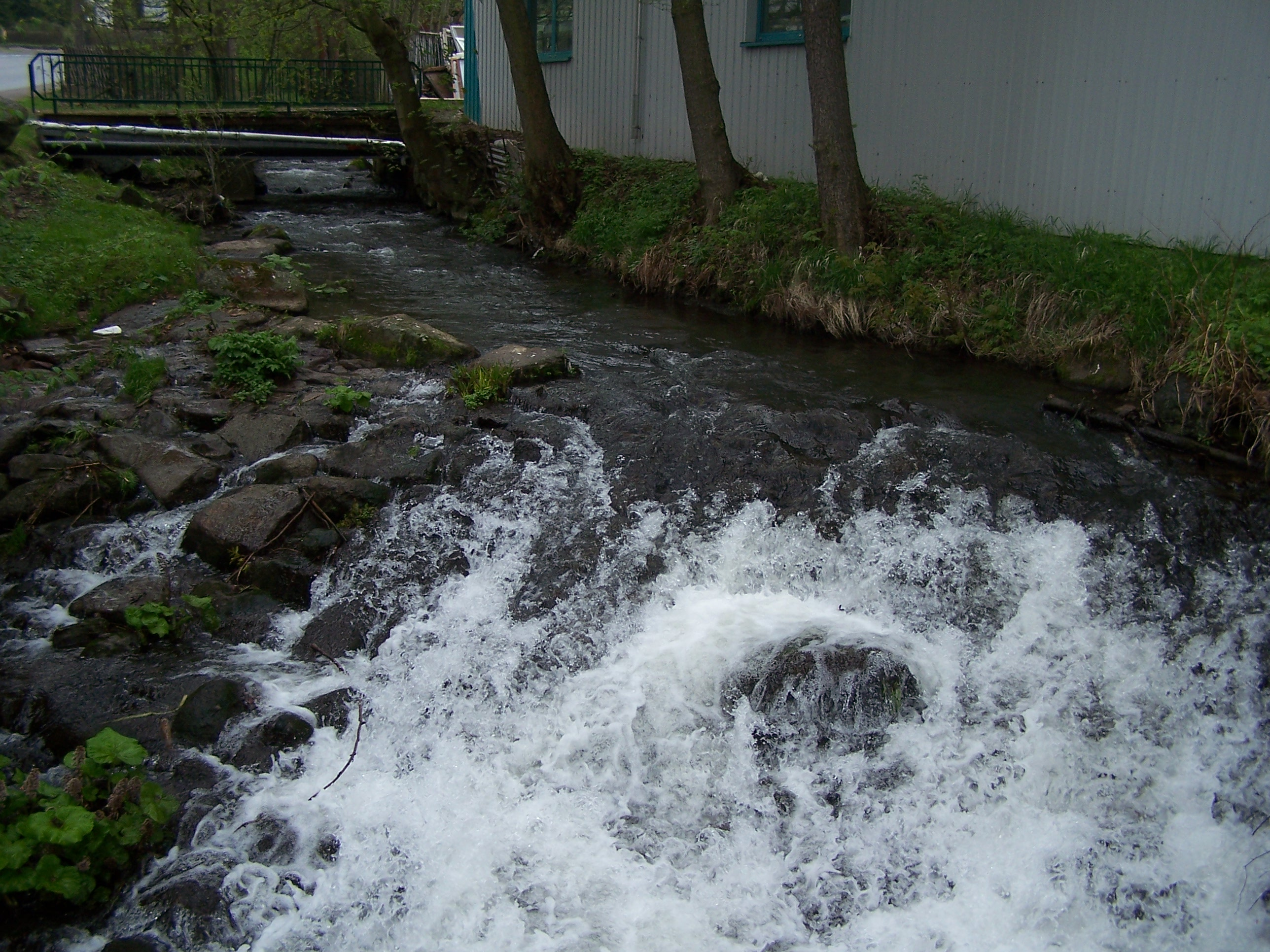
Am ehemaligen Hammerwerk in Trusetal